# Iwan Łazarienko
Iwan Sidorowicz Łazarienko (ros. Иван Сидорович Лазаренко, ur. 26 września?/8 października 1895 w miejscowości Staro-Michajłowskaja, zm. 26 czerwca 1944 w rejonie wsi Chołmy) – radziecki generał major, uczestnik I wojny światowej, wojny domowej w Rosji, wojny domowej w Hiszpanii, wojny radziecko-fińskiej i II wojny światowej, uhonorowany pośmiertnie tytułem Bohater Związku Radzieckiego.

## Życiorys
Urodził się w miejscowości Staro-Michajłowskaja, obecnie w rejonie kurganińskim w Kraju Krasnodarskim. Skończył 7 klas gimnazjum, później pracował w kopalni. Od 1915 do 1917 służył w rosyjskiej armii, brał udział w I wojnie światowej jako wachmistrz, był odznaczony Krzyżem Świętego Jerzego. W październiku 1917 wstąpił do Czerwonej Gwardii, a w 1918 do Armii Czerwonej. Uczestniczył w wojnie domowej w Rosji jako dowódca plutonu i szwadronu. Za zasługi bojowe został odznaczony osobiście przez Lenina Orderem Czerwonego Sztandaru w 1920. Od 1921 należał do RKP(b). W 1925 ukończył kursy doskonalenia kadry dowódczej „Wystrieł” oraz Akademię Wojskową im. Michaiła Frunzego, w 1935 został dowódcą batalionu zwiadowczego w 49 Dywizji Piechoty. 
W 1936 brał udział w wojnie domowej w Hiszpanii jako starszy wojskowy doradca dowódcy 5 Korpusu Armijnego wojsk republikańskich pułkownika Juana Modesto. 
Od marca 1938 do października 1939 był pomocnikiem dowódcy 38 Dywizji Piechoty, następnie dowódcą karelskiego rejonu ufortyfikowanego; na tym stanowisku brał udział w wojnie z Finlandią 1939-1940. 31 stycznia 1940 została utworzona 42 Dywizja Piechoty, którą dowodził Łazarienko na Przesmyku Karelskim i na wybrzeżu Zatoki Fińskiej. 4 czerwca 1940 otrzymał stopień generała majora. Na początku 1941 dowodzona przez niego dywizja została przeniesiona w okolice Brześcia, do Zachodniego Specjalnego Okręgu Wojskowego. Od 22 czerwca 1941 jako dowódca tej dywizji uczestniczył w wojnie przeciw III Rzeszy i jej satelitom w składzie 4 Armii Frontu Zachodniego, m.in. w obronie twierdzy brzeskiej, później w walkach odwrotowych na Białoruski.
4 lipca 1941 został aresztowany wraz z innymi dowódcami Frontu Zachodniego, a 17 września 1941 skazany na rozstrzelanie przez Wojskowe Kolegium Sądu Najwyższego ZSRR; 29 września 1941 wyrok został zamieniony przez Prezydium Rady Najwyższej ZSRR na 10 lat łagrów. Łazarienko odbywał karę w łagrach Komijskiej ASRR. 21 października 1942 został zwolniony z łagru i skierowany na front jako zastępca dowódcy 146 Dywizji Piechoty w stopniu pułkownika, a od stycznia 1943 zastępca dowódcy 413 Dywizji Piechoty. 24 października 1943 na wniosek Konstantego Rokossowskiego kara została anulowana, a Łazarienko 16 listopada 1943 wyznaczony dowódcą 369 Dywizji Piechoty i w 1944 przywrócono mu stopień generała majora. Latem 1944 podczas operacji białoruskiej umiejętnie dowodził dywizją w składzie 49 Armii 2 Frontu Białoruskiego, m.in. podczas forsowania rzek Pronia i Basia od 23 do 25 czerwca 1944, zadającą wrogowi duże straty. 26 czerwca zginął w walce w rejonie wsi Chołmy w rejonie czauskim w obwodzie mohylewskim.

## Ordery i odznaczenia
- Krzyż Świętego Jerzego
- Złota Gwiazda Bohatera Związku Radzieckiego (pośmiertnie, 21 lipca 1944)
- Order Lenina (pośmiertnie, 21 lipca 1944)
- Order Czerwonego Sztandaru (dwukrotnie)
- Order Wojny Ojczyźnianej I klasy
- Medal jubileuszowy „XX lat Robotniczo-Chłopskiej Armii Czerwonej”